# Bergslagsmål
Bergslagsmål är inom svensk dialektologi de dialekter som talas i Bergslagen i Mellansverige. Området är inte helt definierat, men bergslagsmål brukar främst användas som beteckning på dialekterna i nedre Dalarna, Dalabergslagen, och angränsade områden i nordvästra Västmanland, så kallade dalabergslagsmål. Dialekterna i sydvästra Värmland kallas också för värmländskt bergslagsmål. Ibland inbegriper bergslagsmål ett ännu större område.
Dalabergslagsmålen skiljer sig betydligt från dialekterna i övre Dalarna, som kallas dalmål eller egentliga dalmål för att skilja dem åt. Dialekterna i Dalabergslagen har vissa drag gemensamt med dalmålen, men har genom gruvnäringen starkare sydligare influenser och avviker därför betydligt mindre från standardspråket.

## Språkdrag
Karakteristiska språkdrag för dalabergslagsmålen är bland annat så kallat bergslags-u, ett mera bakre uttal av det långa u-ljudet som närmar sig centralsvenskt långt o-ljud. Detta har bergslagsmålen gemensamt bl.a. med dalmålen i övre Dalarna.
Dalabergslagsmålen har även ett karakteristiskt entoppigt uttal av båda ordaccenterna, som alltså enbart skiljer sig åt genom tontoppens timing. Ett annat karakteristiskt tonalt drag i sammansatta ord med accent 2 är att tonen stiger vid den betonade stavelsen, för att sedan stanna kvar i högt tonläge ( s.k. hög platå), för att sedan sjunka vid den bibetonade stavelsen. Dessa tonala drag har bergslagsmålen gemensamt med gotländska dialekter.